# HMS Turpin
Le HMS Turpin (pennant number : P354) est un sous-marin du troisième groupe de la classe T en service dans la Royal Navy, entré en service à la fin de la Seconde Guerre mondiale. Il est le premier (et jusqu’à présent, le seul) navire de la Royal Navy à porter le nom de Turpin, d’après le mythique bandit de grand chemin britannique Dick Turpin (1705-1739). Et de fait, son insigne représentait la tête de son cheval noir Black Bess. Il a été vendu à Israël en 1965 et mis en service dans la marine israélienne en 1967 sous le nom de INS Léviathan.

## Conception
Les sous-marins de la classe S, quoique très réussis, se sont avérés trop petits pour des opérations lointaines. Il fallut mettre en chantier la classe T, également très réussie, qui avait 21 mètres de longueur en plus et un déplacement de 1000 tonnes. Alors que les bâtiments de la classe S avaient seulement six tubes lance-torpilles d'étrave, ceux de la classe T en avaient huit, dont deux dans un bulbe d'étrave, plus deux autres dans la partie mince de la coque au milieu du navire.

## Engagements
Le HMS Turpin fut construit à l’arsenal de Chatham Dockyard. Sa quille fut posée le 24 mai 1943, il fut lancé le 5 août 1943 et achevé le 18 décembre 1944. Il avait déjà été Mis en service le 1er octobre de la même année),. Il était un des sous-marins du groupe 3 de la classe T à coque entièrement soudée.

### En tant que HMS Turpin
À la fin de la guerre, tous les navires des groupes 1 et 2 qui ont survécu ont été mis à la casse, mais les navires du groupe 3 (qui avaient une coque soudée plutôt que rivetée) ont été conservés et équipés de mâts de schnorchel. En 1955, le HMS Turpin était à l’intérieur du cercle polaire arctique lors d’une mission ELINT (Electronic Intelligence), à l’écoute de bandes de fréquences spécifiques de radars soviétiques. Soudain, le spécialiste ELINT a remarqué un signal inhabituel provenant d’un radar à très courte portée. L’opérateur a déclaré qu’ils étaient sur le point d’être percutés par un navire de surface de la marine soviétique, et une plongée d’urgence a été ordonnée. Le HMS Turpin était immergé sous une ligne d’eau froide qui lui a permis d’échapper au sonar soviétique et de s’échapper.
Le HMS Turpin a été vendu à la marine israélienne en 1965, et rebaptisé Léviathan, d’après un monstre marin biblique.

## Comme INS Leviathan

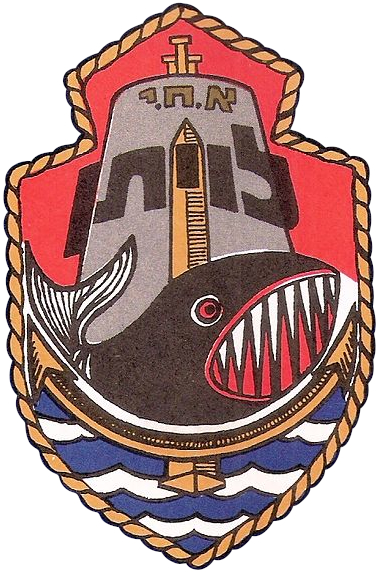
inisgne israélien

Le sous-marin a été acheté par Israël en 1965, avec deux de ses sister-ships de classe T, le HMS Truncheon et le HMS Totem. Il a été commissionné dans la marine israélienne en 1967. Il a finalement été démoli en 1978. Un sous-marin de classe Dolphin, mis en service en 2000 dans la marine israélienne, a été nommé à son tour Leviathan.